# Marc Anti Brisó
Marc Anti Brisó (en llatí Marcus Antius Briso) va ser tribú de la plebs l'any 137 aC, i es va oposar a la Lex Tabellaria proposada pel seu col·lega Luci Cassi Longí. Finalment, sota pressió d'Escipió l'Africà, va retirar la seva oposició.